# بخش پریگورودنی، اوستیا
شهرستان پریگورودنی، اوستیا (به لاتین: Prigorodny District ) یک شهرستان در روسیه است که در اوستیای شمالی-آلانیا واقع شده‌است.